# Raubvögel

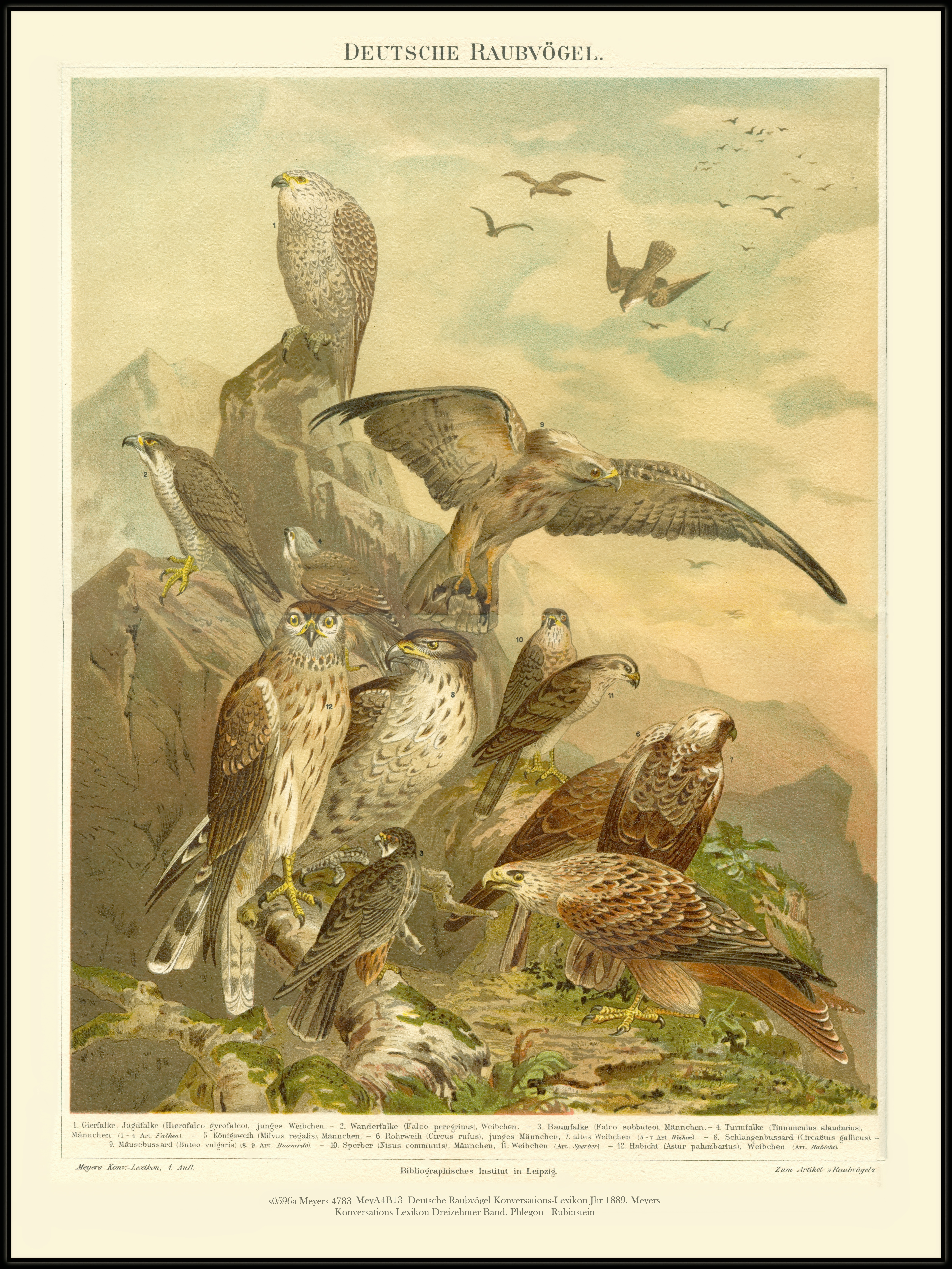
Bildtafel mit verschiedenen „deutschen Raubvögeln“ aus dem Jahr 1889

Als Raubvögel (Rapaces, Raptatores) bezeichnete man in historischen Systematiken eine Ordnung der Vögel, die sich aus den heutigen Ordnungen der Falkenartigen (Falconiformes), Greifvögel (Accipitriformes) und Eulen (Strigiformes) zusammensetzte.
Die teils noch im späten 19. Jahrhundert geltende Zusammensetzung dieses Taxons entspricht in etwa der heute noch gängigen allgemeinsprachlichen Bedeutung des Wortes „Raubvogel“. In dieser Bedeutung bezeichnet es alle Vögel mit typischem Raubvogelhabitus, d. h. Vögel mit kräftigem, hakenartig gekrümmtem Schnabel sowie kräftigen spitzen Krallen, die dem Greifen und Töten der Beute dienen. In diesem Sinne wird die Bezeichnung „Raubvogel“ auch synonym zu „Greifvogel“ benutzt.

## Geschichte und Umfang des Taxons
Die vierte Auflage von Meyers Konversations-Lexikon definierte die Raubvögel noch 1889 als „große, kräftig gebaute Tiere mit rundlichem, großem Kopf, starkem, gekrümmtem Schnabel, stark bekrallten Sitzfüßen und langen, spitzen Flügeln“ und ordnete ihnen vier Familien zu: Eulen (Strigidae), Falken (Falconidae oder Accipitridae) *, Sekretäre (Gypogeranidae oder Serpentariidae) und Geier (Vulturidae).
Der vergleichende Anatom und Ornithologe Max Fürbringer veröffentlichte 1888 sein zweibändiges Hauptwerk Untersuchungen zur Morphologie und Systematik der Vögel, in dem er unter anderem die teils chaotische taxonomische Geschichte der Vögel detailliert dokumentiert. Zu den Eulen äußert er diesbezüglich (S. 1309): „Mit den Accipitres und insbesondere Falconidae s. lat. sind durch die meisten Ornithologen nahe Verwandtschaften angegeben worden; sehr viele haben die Eulen ohne Weiteres mit den Tagraubvögeln [d. h. den o. a. ‚Accipitres‘] zu den Raubvögeln verbunden oder selbst als einfache Familie ihnen eingereiht. Die gleiche raubende Lebensweise und die damit zusammenhängenden Übereinstimmungen im allgemeinen Habitus und in den specielleren Zügen ihrer Schnabel- und Raubfuss-Bildung haben dieser Vereinigung gemeinhin als Grundlage gedient.“ Er selbst kommt – allerdings nicht als erster – angesichts zahlreicher aber weniger augenfälliger Unterschiede, vor allem im Bau des Skelettes, zu dem Schluss (S. 1310), „dass die Vorfahren der Strigidae (Nyctharpages) und Accipitres (Hemeroharpages s. Euharpages) in keinen nahen Beziehungen gestanden haben, dass aber die Ähnlichkeit der Anpassungen nach und nach bei Beiden eine Convergenz der Charaktere heranzüchtete, die leicht als Ausdruck intimer Verwandtschaften genommen werden kann […].“ So ordnet er Eulen und Tagraubvögel verschiedenen Ordnungen (Coracornithes, „Baumvögel“ **, bzw. Pelargornithes, „Stoßvögel“ ***) zu. Die Tagraubvögel gliedert er „im Einklange mit Huxley“ in Sekretäre (Gypogeranidae), Neuweltgeier (Cathartidae) und Greifvögel im traditionellen Sinn („Gypo-Falconidae“), d. h. einschließlich der Altweltgeier. Diese Klassifikation wird in den Anfang der 1890er erschienenen Bänden der dritten Auflage von Brehms Thierleben weitgehend übernommen.
Bis zu den Umwälzungen, die ab den 1990er Jahren durch die zunehmende Basierung von Verwandtschaftsanalysen auf molekulargenetischen Daten in der Klassifikation der Vögel hervorgerufen wurden, war Fürbringers Systematik „in den Grundzügen“ gültig. Für die Tagraubvögel („Fangvögel“ in Brehms Thierleben) etablierten sich im 20. Jahrhundert zwar zunehmend der Trivialname „Greifvögel“ und der wissenschaftliche Name Falconiformes, ihre Zusammensetzung entsprach aber im Wesentlichen den Fürbringer’schen Accipitres, einschließlich der deutlichen Trennung von Altwelt- und Neuweltgeiern. Die molekulargenetischen Daten bestätigten nicht nur die unter anderem von Fürbringer erkannte entfernte Verwandtschaft von Eulen und Tagraubvögeln, sondern offenbarten auch, dass die Falken (Falconidae) keine engen Verwandten von Habichtartigen (Accipitridae) und Neuweltgeiern sind, sondern ebenfalls durch Konvergenz einen raubvogelartigen Habitus entwickelt haben. Deshalb werden in neueren Systematiken Falkenartige (Falconiformes), Greifvögel (nunmehr Accipitriformes) und Eulen (Strigiformes) jeweils als eigene Ordnungen geführt.